# Pastrami

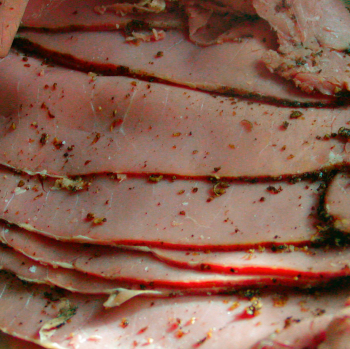
Llescat de Pastrami

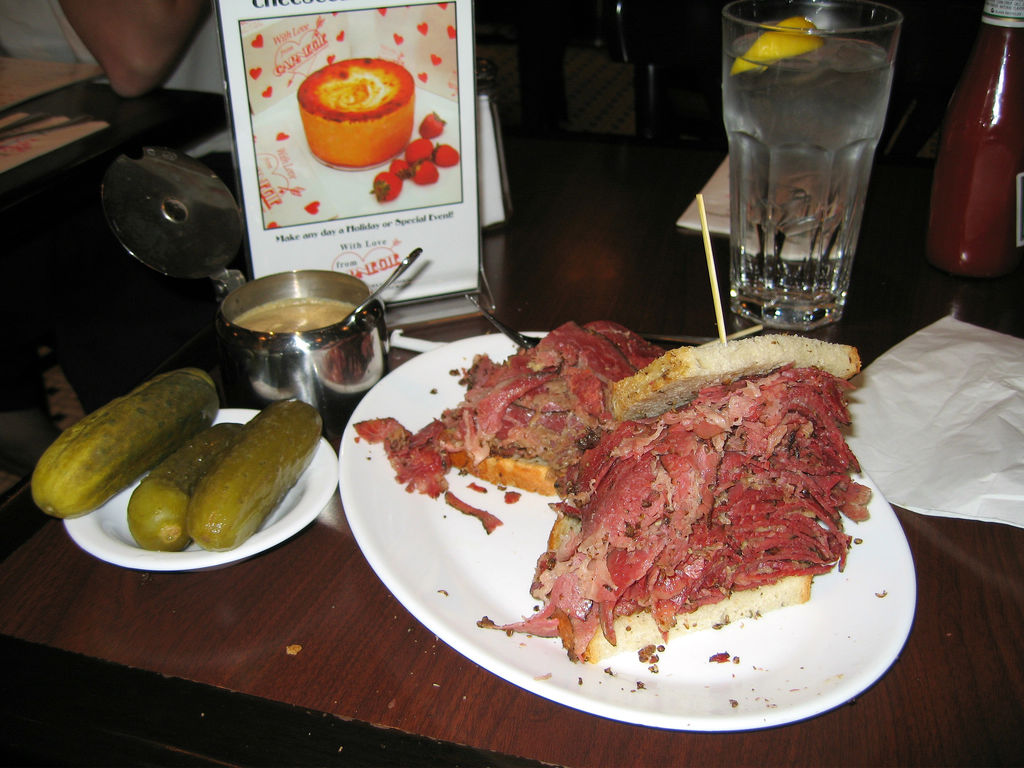
Entrepà de pastrami a Carnegie Deli (Nova York) acompanyat d'uns cogombres en vinagre, que es diu «entrepà Woody Allen».

El  pastrami,  (pastramă en romanès), és la variant de la comunitat jueva romanesa del pastırma turc, un embotit fumat elaborat amb carn vermella (generalment carn de vedella o d'ovella) sotmès a un procés amb salmorra. El procés d'elaboració del pastrami és senzill: es dessagna (usualment amb l'ajut d'un premsat) i es posa la carn en salaó a assecar, se li afegeixen algunes herbes i espècies com ara all, pebre negre, marduix, alfàbrega, i finalment es fuma. Excloent el pebre negre i el fumat, el procés és molt similar al que es fa servir per a obtenir el corned beef. Al Regne Unit i als Estats Units, la carn de vedella es cou després del procés de salaó. Ja al començament del segle xxi es va començar a veure pastrami elaborat amb carn de gall d'indi.
Se sol servir generalment tallat en llesques i servit en un entrepà, encara que existeixen versions cuinades lleugerament rostides i servides amb polenta i ceba. A Nova York és molt popular el pastrami elaborat amb falda de vedella. Se serveix típicament calent en un entrepà de pa de sègol, sovint amb una amanida de coleslaw i una salsa (russian dressing, una mena de maionesa barrejada amb quètxup).

## Etimologia
El nom podria provenir etimològicament del Jiddisch פּאַסטראָמע (pronounciat pastrómeh) i tenir origen en la immigració jueva de Bessaràbia (Romania) de la segona meitat del segle xix als Estats Units d'Amèrica De fet, l'ètim d’aquest darrer mot ve del turc baṣdurma o baṣdirma (lit. «pressionat, premut»). Avui en dia es cuina amb pastrami en aquestes regions de Romania i queden un distintiu clar de la cuina jueva local.